# Adoxotoma
Adoxotoma Simon, 1909 è un genere di ragni appartenente alla famiglia Salticidae.

## Distribuzione
Le 6 specie note di questo genere sono diffuse in Oceania; in particolare 5 sul territorio australiano e la sola A. forsteri è endemica della Nuova Zelanda.

## Tassonomia
A maggio 2010, si compone di sei specie:
- Adoxotoma bargo Zabka, 2001 — Nuovo Galles del Sud
- Adoxotoma chionopogon Simon, 1909 — Australia occidentale
- Adoxotoma forsteri Zabka, 2004 — Nuova Zelanda
- Adoxotoma hannae Zabka, 2001 — Nuovo Galles del Sud
- Adoxotoma justyniae Zabka, 2001 — Nuovo Galles del Sud
- Adoxotoma nigroolivacea Simon, 1909[2] — Australia occidentale